# Maniitsoq
Maniitsoq és un assentament de Groenlàndia ubicat al municipi de Qeqqata. Té 2.567 habitants (2016).